# Tom Schneeberger
Pour les articles homonymes, voir Schneeberger.
Thomas Richard « Tom » Schneeberger, né le 18 mai 1956, à Ann Arbor, dans le Michigan, est un ancien joueur américain de basket-ball et de handball. 

## Palmarès

### En basket-ball
- 5e place au championnat du monde 1978

### En handball
- 9e place aux Jeux olympiques de 1984 à Los Angeles[2]
- Médaille d'or aux Jeux panaméricains de 1987 (en)